# Sabatieria dodecaspapillata
Sabatieria dodecaspapillata is een rondwormensoort uit de familie van de Comesomatidae. De wetenschappelijke naam van de soort is voor het eerst geldig gepubliceerd in 1929 door Kreis.